# ビーコン・シアター
ビーコン・シアター（Beacon Theatre）は、ニューヨーク市マンハッタン区アッパー・ウエスト・サイド地区のブロードウェイにある劇場である。1929年のクリスマスイブにオープンした。

## 概要
1929年に映画館としてオープンして以来、数多くの映画が公開されていたが、1970年代以降はミュージカルや演劇、コンサートの会場に転換。1982年にはアメリカ合衆国国家歴史登録財として認定された。
2011年には第65回トニー賞授賞式が当地で開催された。2012年も同様にこの施設で行われた。
住所はブロードウェイ 2124（西74丁目との交差点）である。